# Prinsbisdom Eichstätt
Het prinsbisdom Eichstätt was een tot de Frankische Kreits behorend bisdom binnen het Heilige Roomse Rijk.
Tussen 741 en 745 stichtte Bonifatius het bisdom Eichstätt. Als eerste bisschop stelde hij de Angelsaks Willibald van Eichstätt aan. Het bisdom behoorde tot de kerkprovincie Mainz.
Nadat de vorstendommen Ansbach en Bayreuth in 1791 aan het koninkrijk Pruisen waren gekomen, werd de zelfstandigheid van het prinsbisdom bedreigd. In 1794 annexeerde Pruisen de enclaves binnen de vorstendommen, waardoor ook gebied van Eichstätt verloren ging. 
- In paragraaf 1 van de Reichsdeputationshauptschluss van 25 februari 1803 werd het volgende vastgelegd: de aartshertog-groothertog van Toscane krijgt het bisdom Eichstätt in de omvang van het vorstbisdom van 1801 met uitzondering van de ambten Sandsee, Wernfels-Spatt, Abenberg, Ahrberg-Ornbau en Vahrnberg-Herrieden en alle overige gebieden die door de vorstendommen Ansbach en Bayreuth werden omsloten, welke laatste bij het keurvorstendom Beieren blijven.
- In paragraaf 2 werden de in paragraaf 1 genoemde uitzonderingen expliciet aan het keurvorstendom Beieren toegekend.

Het deel wat aan de groothertog van Toscane werd afgestaan, ging deel uitmaken van het nieuwe keurvorstendom Salzburg.
In het Hauptlandesvergeleich tussen Beieren en Pruisen van 30 juni 1803 werden grenscorrecties vastgesteld. Daardoor kwamen de volgende delen van het oversticht aan het vorstendom Ansbach: de ambten Herrieden, Ornbau, Spalt en Abenberg. Verder van het ambt Sandsee dat deel dat op de linker oever van de Rednitz ligt.
Artikel 8 van de Vrede van Presburg van 26 december 1805 regelde de overdracht van het vorstendom Eichstätt van het keurvorstendom Salzburg aan het keurvorstendom Beieren.
Toen het vorstendom Ansbach in 1805 door Pruisen in het verdrag van Schönbrunn aan Frankrijk werd afgestaan en vervolgens op 24 mei 1806 aan Beieren kwam, was ook het voormalige oversticht weer Beiers.

## Bezit
- Oversticht: Herrieden, Ornbau, Sandsee, Wernfels-Spalt (1304) en Pleinfeld.
- Nedersticht: Eichstätt, Greding, Beilngries en Hirschberg.

## Regenten
- 741- 768: Willibald van Eichstätt (van Heidenheim)
- 786- 801: Geroch/Gerhoh
- 801- 819: Aganus
- 819- 841: Adalung
- 841- 858; Altun
- 858- 881: Odgar
- 881- 884: Godschalk
- 884- 916: Erchenbald
- 916- 933: Udalfried
- 933- 966: Starkhand
- 966- 989: Reginbald
- 989-1014: Meingod (Megingand) v.Lechsgemünd
- 1014-1019: Gundakar I
- 1020-1021: Walther
- 1022-1042: Heribert van Rothenburg
- 1042-1042: Gosman van Rothenburg
- 1042-1057: Gebhard I van Calw (Dollnstein-Hirschberg)	(1055-1057: paus Victor II)
- 1057-1075: Gundakar II (Gunzo II)
- 1075-1099: Ulrich I (Udalrich I)
- 1099-1112: Eberhard I van Hiltershusen
- 1112-1125: Ulrich II van Bogen
- 1125-1149: Gebhard II van Hirschberg
- 1149-1153: Burghard
- 1153-1171: Koenraad I van Mörsberg (Morsbach)
- 1171-1182: Egilholf
- 1182-1195: Otto
- 1195-1223: Hartwig van Hirschberg
- 1223-1225: Fredrik I van Hauenstadt
- 1265-1229: Hendrik I van Zippling (Zippelingen)
- 1229-1234: Hendrik II van Tischingen (Dischingen)
- 1234-1237; Hendrik III van Rabensberg
- 1237-1246: Fredrik II van Parsberg
- 1246-1259: Hendrik IV van Wirtemberg
- 1259-1261: Engelhard
- 1261-1279: Hildebrand van Möhren/Mern
- 1279-1297: Reinboto van Meilenhart (Reimbrecht van Müllenhard)
- 1297-1305: Koenraad II van Pfeiffenhausen
- 1305-1306: Johan I van Diepenheim (1307-1328: bisschop van Straatsburg)
- 1306-1322: Philips van Rathsamhausen
- 1322-1324: Markwart van Hageln
- 1324-1327: Gebhard III van Graisbach
- 1328-1329: Frederik van Leuchtenberg
- 1329-1344: Hendrik V Schenk van Reicheneck
- 1344-1353: Albrecht I van Hohenfels
- 1353-1365: Berthold van Neurenberg (Hohenzollern)
- 1365-1383: Rabanus Schenk van Wildburgstetten
- 1383-1415: Frederik IV van Oettingen
- 1415-1429; Johan II van Heideck
- 1429-1445: Albrecht II van (Hohen)rechberg
- 1445-1464: Johan II van Eich
- 1464-1496: Willem van Reichenau
- 1496-1535: Gabriel van Eyb
- 1535-1539: Christof van Pappenheim
- 1539-1552: Maurits van Hutten
- 1552-1560: Eberhard II van Hirnheim
- 1560-1590: Martin van Schaumberg
- 1590-1595: Casper van Seckendorf
- 1595-1612: Johan Koenraad van Gemmingen
- 1612-1636: Johan Christof Westerstetten
- 1637-1685: Markward II Schenk van Kastell
- 1685-1697: Johan Eucharius Schenk van Kastell
- 1697-1704: Johan Martin van Eyb
- 1705-1725: Johan Anton I Knebel van Katzenellenbogen
- 1725-1736: FranszLodewijk Schenk van Kastell
- 1736-1757: Johan Anton II van Freiberg
- 1757-1781: Raymund Anton van Strasoldo
- 1781-1790: Johan Anton III van Zehmen
- 1790-1803: Josef van Stubenberg